# ウスバキトンボ
ウスバキトンボ（薄羽黄蜻蛉）、学名 Pantala flavescens は、トンボ科ウスバキトンボ属に分類されるトンボの一種。全世界の熱帯・温帯地域に広く分布する汎存種の一つである。
日本のほとんどの地域では、毎年春から秋にかけて個体数を大きく増加させるが、冬には姿を消す。お盆の頃に成虫がたくさん発生することから、「精霊とんぼ」「盆とんぼ」などとも呼ばれる。「ご先祖様の使い」として、捕獲しないよう言い伝える地方もある。分類上ではいわゆる「赤とんぼ」ではないが、混称で「赤とんぼ」と呼ぶ人もいる。

## 形態
成虫の体長は5cmほど、翅の長さは4cmほどの中型のトンボである。和名のとおり、翅は薄く透明で、体のわりに大きい。全身が淡黄褐色で、腹部の背中側に黒い縦線があり、それを横切って細い横しまが多数走る。成熟したオス成虫は背中側にやや赤みがかるものもいるが、翅胸側面に黒筋を欠くことでアカトンボ類から識別されうる。

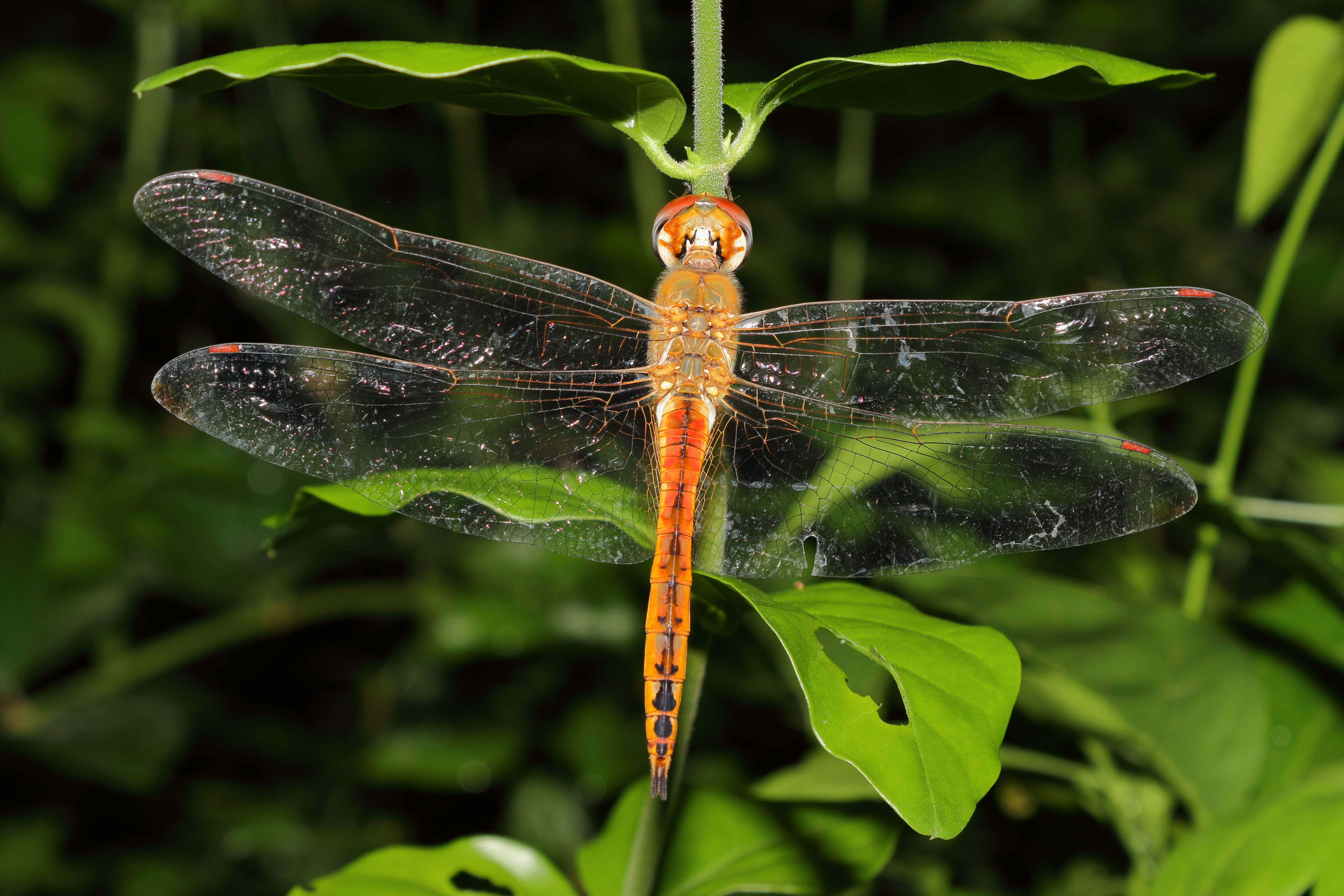
成虫（オス）
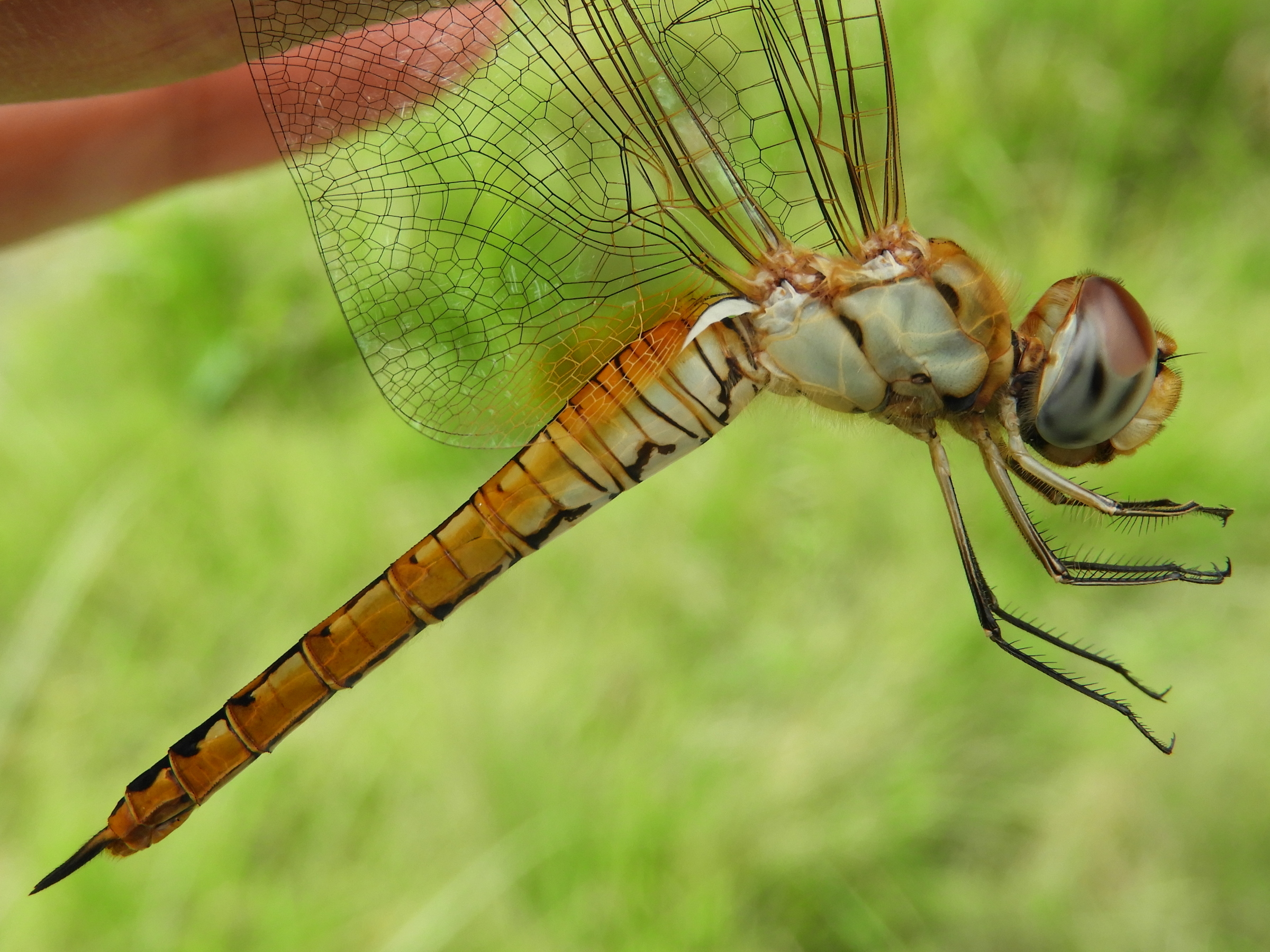
成虫（メス）

## 分布
全世界の熱帯・温帯に広く分布する。日本では、夏から秋にかけて全国でみられる。

## 生態
トンボの多くは成虫になっても水辺にとどまるが、ウスバキトンボの成虫は水辺から遠く離れて飛び回るので、都市部でも目にする機会が多い。日中はほとんどの個体が地上に降りず飛び回るが、夜は草木に止まって休む。朝夕にも休んでいる個体が多い。
あまり羽ばたかず、広い翅で風を捉え、グライダーのように飛ぶことができ、長時間・長距離の飛行ができる。ウスバキトンボの体はシオカラトンボやオニヤンマのように筋肉質ではなく、捕虫網で捕獲した拍子につぶれてしまうほど脆いが、これも体や翅の強度を犠牲にして軽量化し、飛行に適応した結果と考えられる。
食性は肉食性で、カなどの小昆虫を空中で捕食する。メス成虫で1日に約14mg（体重の約14%、小昆虫に換算し約185匹分）を捕食しており、小昆虫の有力な捕食者と考えられる。採食時は秋は群れを成して草原の空で小型昆虫を捕食することが多く、並行して雌は様々な水場で産卵を行う。この際、十分な餌を確保できると24時間で約840個もの大量の卵を生産・産卵できる。
天敵は鳥類、シオヤアブ、カマキリ、シオカラトンボやギンヤンマなど大型のトンボなど。

## 生活史

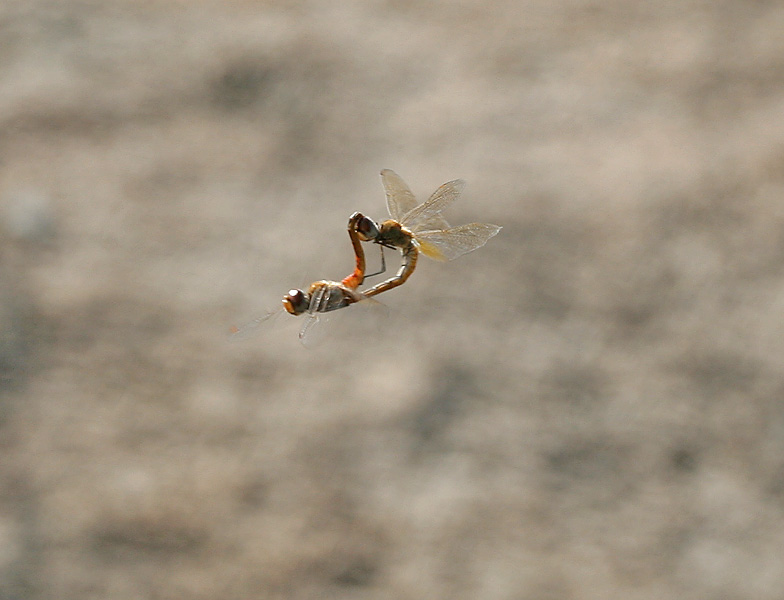
交尾中のウスバキトンボ

交尾したメスは単独で水田などに向かい、水面を腹の先で叩くように産卵する。産卵先は水田だけでなく、都市部の大きな水たまりや屋外プールなどにも産卵にやってくるので、このような場所で捕獲される幼虫（ヤゴ）はウスバキトンボの割合が高い。中には水面と勘違いしてか、自動車の塗装面などで産卵行動を始める個体もいる。卵はごく小さいので車が目立って汚れることはないが、この場合卵はもちろん死滅してしまう。
なお、ウスバキトンボのメス成虫の蔵卵数約29,000は、ほぼ同体長のノシメトンボの蔵卵数約8,800の3倍以上である。また十分に摂食しているメス成虫が1日に生産できる成熟卵は約840個で、産卵数の多さが日本における数か月での個体数急増を可能にすると考えられている。
卵は数日のうちに孵化し、薄い皮をかぶった前幼虫はすぐに最初の脱皮をして幼虫となる。幼虫はミジンコやボウフラ（カの幼虫）など小動物を捕食して急速に成長し、早ければ1か月ほどで羽化する。

### 日本での発生
寒さに弱く、幼虫は水温4℃で死滅するといわれる。毎年日本で発生する個体群は、まず東南アジア・中国大陸から南日本にかけてで発生し、数回の世代交代を繰り返しながら、季節の移ろいとともに日本を北上してゆくものである。日本に殆ど土着せず、東南アジア・中国大陸・シベリアから渡ってくるトンボはウスバキトンボ以外にも多くの種類があるが、他種はひと夏の間に個体数を急増させることはまずない。
同位体分析により日本に飛来する個体の故郷を推定した研究では、西はインド北部やチベットから中国北方中央部および朝鮮半島まで広域にわたり、時期によりミャンマー北部や中国南部あるいはボルネオ・スラウェシに由来する可能性が示唆されている。
毎年春になると南日本から成虫が確認されはじめる。南西諸島や九州、四国では3月以降に飛び始めるが、東北地方や北海道では7～9月というように発生時期が徐々に北上する。8〜9月頃には、日本各地で大群で飛び回る様子が観察できる。 
しかし、各地に拡散した個体は、いずれのステージにあってもほとんどの地域で冬を越すことができず、死滅する（無効分散）。日本国内では石垣島でのみ幼虫の越冬・羽化が報告されているほか、奄美大島と徳之島でも2月に成虫の目撃記録があるが、温暖な地域での冬季の挙動はよくわかっていない。
なお、本種が日本の冬を越せない要因としては、熱帯性であるため寒さに弱いことに加えて、トンボ類全般の弱点でもある幼虫のエサとなる水生小動物が不足することも指摘されている。本種が無効分散を繰り返すのは、繁殖力の旺盛さから本来の生息地において容易に環境収容力を越えてしまうためともされるが、明確な結論は出されていない。

## 種の保全状況評価
- LEAST CONCERN (IUCN Red List Ver. 3.1 (2001))[1]

## 類似種
ハネビロトンボ Tramea virginia (Rambur, 1842)
体長5.5cmほどで、ウスバキトンボより少し大きい。和名のとおり翅が広く、翅の根もとが濃い赤褐色で、腹部もウスバキトンボより赤みがかっており、腹部の先が黒い。東南アジアに広く分布し、日本でも南西諸島、小笠原諸島、九州、四国、本州南部に分布するが、飛翔力が高く、東北地方や北海道でも台風通過後などに見られる。